# Bay 50th Street
Bay 50th Street – stacja metra nowojorskiego, na linii D. Znajduje się w dzielnicy Brooklyn, w Nowym Jorku i zlokalizowana jest pomiędzy stacjami 25th Avenue i Coney Island – Stillwell Avenue. Została otwarta 21 grudnia 1917.